# Pingasa hypoxantha
Pingasa hypoxantha är en fjärilsart som beskrevs av Louis Beethoven Prout 1916. Pingasa hypoxantha ingår i släktet Pingasa och familjen mätare. Inga underarter finns listade i Catalogue of Life.